# Trivial (matemàtica)
En matemàtiques, el terme trivial es fa servir sovint per als objectes (per exemple, cossos o espais topològics) que tenen una estructura molt simple. Per als no qui no són matemàtics, són a vegades més fàcils d'entendre o visualitzar que altres objectes més complicats. També es fa servir el terme trivial per a referir-se a una opció, possibilitat o cas poc interessant o exempt d'interès, però que cal esmentar per completesa.

## Objectes trivials
Alguns exemples inclouen:
- conjunt buit - el conjunt que no conté elements
- grup trivial - el grup matemàtic que conté només l'element identitat

## Casos i solucions trivials
També, trivial es refereix a solucions (a una equació) que tenen una estructura molt senzilla, però que per completesa no poden ser ignorades. Aquestes solucions són òbvies i sense interès, per tant, "trivials". Per exemple, el darrer teorema de Fermat se sol enunciar dient que no hi ha solucions no trivials a l'equació {\displaystyle a^{n}+b^{n}=c^{n}} quan n és major que 2. Clarament, hi ha algunes solucions a l'equació. Per exemple, {\displaystyle a=b=c=0} és una solució per a qualsevol n, tal com a = 1, b = 0, c = 1. Però aquestes solucions són evidents i sense interès, per tant, "trivials".

## Trivial en les demostracions
A més, els matemàtics fan servir la paraula trivial per a referir-se a un cas fàcil d'una demostració, el qual per completesa no pot ser ignorat. Per exemple, les demostracions per inducció matemàtica solen tenir dues parts: una primera part, que mostra que si una propietat és certa per a un cert valor n llavors també és cert per al valor n+1; i una altra part anomenada "cas base" que mostra que la propietat es compleix per a un valor particular, generalment 0 o 1. El "cas base" sol ser trivial i sovint se l'identifica com a tal. Similarment, un podria voler provar que alguna propietat és posseïda per tots els membres d'un conjunt determinat. La part principal de la prova considerarà el cas d'un conjunt no buit, i examinarà els elements detalladament; en el cas en què el conjunt estigui buit, la propietat serà posseïda trivialment per tots els elements, atès que no n'hi ha cap.

## Etimologia
El terme "trivial" (de trivialis, triviale) deriva de la paraula llatina trivium que era el conjunt de les tres matèries més senzilles (lògica, gramàtica i retòrica) típica de la formació medieval, que eren una preparació per a les matèries més avançades o quadrivium. Així amb el temps "trivial" es va usar per a suggerir que alguna cosa era "introductòria" o "senzill".